# Rivière de l’Achigan
Der Rivière de l’Achigan ist ein rechter Nebenfluss des Rivière L’Assomption in der Verwaltungsregionen Laurentides und  Lanaudière der kanadischen Provinz Québec.

## Flusslauf
Der Rivière de l’Achigan bildet den Abfluss des 50 km nördlich von Montréal in den Laurentinischen Bergen gelegenen Sees Lac de l’Achigan. Von dort fließt er die ersten 25 km in südlicher Richtung. Nahe Sainte-Sophie biegt der Fluss dann scharf nach Osten ab. Die Route 158 verläuft dem nördlichen Flussufer nach Saint-Lin–Laurentides, einer Kleinstadt, welche der Rivière de l’Achigan durchfließt. Anschließend folgt die Route 339 dem Flusslauf bis zu dessen Mündung. Der Fluss passiert die Gemeinden Saint-Roch-Ouest und Saint-Roch-de-l’Achigan sowie die Kleinstadt L’Épiphanie. Schließlich mündet der Rivière de l’Achigan 3,5 km nördlich der Stadt L’Assomption in den Rivière L’Assomption. Der Rivière de l’Achigan hat eine Länge von etwa 55 km. Am Pegel bei L’Épiphanie beträgt der mittlere Abfluss 10,6 m³/s bei einem Einzugsgebiet von 647 km².

## Namensgebung
Der Flussname Achigan leitet sich von dem Algonkin-Begriff für den Schwarzbarsch ab.